# Lijst van acteurs en actrices in Levenslied
Dit is een lijst van acteurs en actrices die een gastrol gespeeld hebben in de dramaserie Levenslied.

## Hoofdpersonages
| Acteur              | Personage                   | Opmerkingen             | Seizoen 1            | Seizoen 2 |
| Anna Drijver        | Betty de Waal               | Dirigente               | 1.01-1.10            | 2.01-2.10 |
| Nadja Hüpscher      | Madee Aipurri               | Makelaar                | 1.01-1.10            | 2.01-2.10 |
| Caro Lenssen        | Elske Houtsma               | Bijstandsmoeder         | 1.01-1.10            | 2.01-2.10 |
| Tijn Docter         | Jeroen van Basten Batenburg | Advocaat & Fiscalist    | 1.01-1.10            | 2.01-2.10 |
| Cees Geel           | Thomas Besting              | Beheerder van de bar    | 1.01-1.10            | 2.01-2.10 |
| Guy Clemens         | Dylan Levelt                | ICT'er (automatisering) | 1.01-1.10            | 2.01-2.10 |
| Hans Dagelet        | Lucas van Ommeren           | Zakenbankier            | 1.01-1.10            | 2.01-2.10 |
| Sabri Saad El-Hamus | Boutros Sroer               | Docent Nederlands       | 1.01-1.10            | 2.01-2.10 |
| Rutger de Bekker    | Menno                       | Pianist van het koor    | 1.01-1.10            | 2.01-2.10 |
| Sytske van der Ster | Lieke van Basten Batenburg  | Vrouw van Jeroen        | 1.02-1.06, 1.09-1.10 | 2.01-2.10 |

## Bijpersonages
| Acteur                  | Personage                    | Opmerkingen                    | Seizoen 1                  | Seizoen 2                       |
| Silver Boy Funcke       | Bobby                        | Zoon van Betty en Bert         | 1.01-1.04, 1.06-1.10       | 2.01-2.05, 2.07-2.10            |
| Evrim Akyigit           | Yildiz                       | Buurvrouw / Vriendin van Dylan | 1.01-1.03, 1.05-1.10       | 2.01, 2.03-2.09                 |
| Felix Jan Kuipers       | Geert                        | Chauffeur van Lucas            | 1.01-1.03, 1.05-1.07, 1.10 | 2.01, 2.03-2.04, 2.09-2.10      |
| Borre Stokdijk          | Timo Houtsma                 | Zoon van Elske en Nicolai      | 1.01-1.02, 1.04, 1.06-1.09 | 2.01-2.02, 2.04-2.05, 2.07-2.10 |
| Roosmarijn van der Hoek | Jade Houtsma                 | Dochter van Elske en Nicolai   | 1.01-1.02, 1.04, 1.06-1.09 | 2.01-2.02, 2.04-2.05, 2.07-2.10 |
| Peter Faber             | Erik Landgraaf               | Opa van Bobby                  | 1.01-1.02, 1.07, 1.09-1.10 | 2.01, 2.05, 2.10                |
| Leny Breederveld        | Saskia Landgraaf             | Oma van Bobby                  | 1.02-1.04, 1.07, 1.09      | 2.01, 2.05, 2.10                |
| Marja Kok               | Trees Besting                | Moeder van Thomas              | 1.02, 1.04, 1.08-1.10      | 2.01-2.02, 2.04-2.05, 2.08-2.10 |
| Petra Laseur            | Hanneke van Basten Batenburg | Moeder van Jeroen              | 1.02, 1.07, 1.09-1.10      | 2.02-2.03, 2.07-2.08            |
| Anis de Jong            | Dhr. Aipurri                 | Vader van Madee                | 1.05-1.06                  | 2.02, 2.04, 2.10                |
| Bo Bojoh                | Mevr. Aipurri                | Moeder van Madee               | 1.05                       | 2.02, 2.04, 2.10                |
| Antonie Kamerling       | Nicolai Houtsma              | (Ex-)man van Elske             | 1.01-1.02, 1.04, 1.06-1.10 |                                 |
| Piet Römer              | Leendert Besting             | Vader van Thomas               | 1.02, 1.04, 1.08-1.10      |                                 |
| Frank Lammers           | Bert                         | Ex van Betty                   | 1.04-1.10                  |                                 |

## Gastpersonages
Personen die vaker in de serie voorkwamen/voorkomen.
| Acteur                   | Personage             | Opmerkingen                         | Seizoen 1                        | Seizoen 2 |
| Geerteke van Lierop      |                       | secretaresse Lucas                  | 1.01-1.02, 1.07, 1.09            |           |
| Olga Zuiderhoek          | Tante Monica          | Tante van Dylan                     | 1.01-1.02                        |           |
| Guido Pollemans          | Sjoerd                | Collega van Madee                   | 1.01, 1.03, 1.05-1.06, 1.08-1.10 |           |
| Juda Goslinga            | Pooier                | Afperser van Dylan                  | 1.01, 1.03                       |           |
| Juanita Jagernath        | Tina                  | Prostituee                          | 1.01, 1.03                       |           |
| Peter Drost              | Freek Bourtange       | Cliënt van Lucas (pleegt zelfmoord) | 1.01, 1.07                       |           |
| Manouk van der Meulen    | Natalie Lopez         | Cliënte van Jeroen                  | 1.02-1.04, 1.06                  |           |
| René van Zinnicq Bergman | Gerard Schaep         | Werkgever / Collega van Jeroen      | 1.02-1.04, 1.07-1.08             |           |
| Dunya Khayame            | Sahar                 | Toeziend voogd van Bobby            | 1.02-1.03, 1.07, 1.09 2.01       |           |
| René van Asten           | Clemens Mentink       | Schooldirectie                      | 1.03-1.04, 1.07-1.08             |           |
| Caspar Brakel            | Rydell                | Leerling van Boutros                | 1.03-1.04, 1.07                  |           |
| Liv Stig                 | Jasmijn Vreeland      | Leerling van Boutros                | 1.03-1.04, 1.09                  |           |
| Samora Bergtop           | Leyla                 | Ontwerpster / Vriendin van Elske    | 1.02, 1.04-1.07                  |           |
| Ria Eimers               | Godeke                | Bibliothecaresse                    | 1.04-1.05, 1.07, 1.09-1.10       |           |
| Marloes van Meel         |                       | Secretaresse van Jeroen             | 1.04-1.05                        |           |
| Fred Goessens            | Vader Vreeland        | Vader van Jasmijn                   | 1.04, 1.09                       |           |
| Sadik Eksi               | Sadik                 | Neef van Yildiz                     | 1.08 2.07                        |           |
| Ergun Simsek             | Oom Can               | Oom van Yildiz                      | 1.08 2.07                        |           |
| Theo Pont                | Rijkman               |                                     | 1.08 2.06-2.07                   |           |
| Rian Gerritsen           | Cindy                 |                                     | 1.09 2.08-2.09                   |           |
| Matteo van der Grijn     | Chris Liebrands       | Leraar van Bobby                    | 2.01-2.03, 2.05-2.10             |           |
| Hannah van Lunteren      |                       | loopbaancoach Boutros               | 2.02, 2.04, 2.06                 |           |
| Patrick Stoof            | Kees Bouwman          | Baas van Madee                      | 2.02, 2.04, 2.06, 2.09-2.10      |           |
| Ferdi Stofmeel           |                       | supermarkt manager                  | 2.02, 2.05                       |           |
| Ger Thijs                | Oswald Kroon          |                                     | 2.03-2.05                        |           |
| Titus Tiel Groenstege    | Ferdinand d'Outrement |                                     | 2.03, 2.06-2.08                  |           |
| Hubert Fermin            | Nestor                | Butler Maman                        | 2.03, 2.07-2.08                  |           |
| Ian Bok                  | Luykens               | Ambtenaar                           | 2.04, 2.08, 2.10                 |           |
| Kasper van Kooten        | Adriaan Pils          |                                     | 2.05-2.07                        |           |
| Wieger Windhorst         | Mark                  | Kopstem van het Koor                | 2.06-2.10                        |           |
| Jessica Zeylmaker        | Willemijn             |                                     | 2.06-2.07                        |           |
| Ronald Top               |                       | Directielid                         | 2.06-2.07                        |           |
| Marleen Scholten         | Bianca Thomese        | Dochter van Bernard Thomese         | 2.09-2.10                        |           |

## Eenmalige gastpersonages

### A
| Acteur            | Personage | Opmerking | Aflevering |
| ----------------- | --------- | --------- | ---------- |
| Ebru Akyildiz     | Yildiz    |           | 1.08       |
| Lieke-Rosa Altink |           |           | 2.07       |

### B
| Acteur              | Personage        | Opmerking             | Aflevering |
| ------------------- | ---------------- | --------------------- | ---------- |
| Joel Barendragt     |                  | Jongetje              | 1.02       |
| Katrien van Beurden |                  | Moeder op Schoolplein | 2.02       |
| Tjeerd Bisschop     | Willem           |                       | 1.07       |
| Titus Boonstra      | Arnold Langereis |                       | 2.05       |
| Caspar Brakel       | Rydell           | Leerling van Boutros  | 1.03       |
| Victor Brands       |                  | Politieagent          | 2.03       |
| Simone Breukink     |                  |                       | 2.06       |
| Medi Broekman       |                  |                       | 1.06       |
| Hajo Bruins         | Gordon Smit      | Jurylid Korendag      | 1.10       |

### C
| Acteur      | Personage | Opmerking        | Aflevering |
| ----------- | --------- | ---------------- | ---------- |
| Daan Colijn |           | Cliënt van Madee | 1.01       |

### D
| Acteur           | Personage | Opmerking              | Aflevering |
| ---------------- | --------- | ---------------------- | ---------- |
| Iwan Dam         |           | Manager Repro-afdeling | 2.04       |
| Kiki van Deursen |           | Cliënte van Madee      | 1.01       |

### E
| Acteur        | Personage      | Opmerking      | Aflevering |
| ------------- | -------------- | -------------- | ---------- |
| Herman Egbers |                |                | 1.04       |
| Ellen Evers   | Laura de Vries | Balletjuffrouw | 2.07       |

### F
| Acteur      | Personage    | Opmerking          | Aflevering |
| ----------- | ------------ | ------------------ | ---------- |
| Serge Falck | Jochum Haker |                    | 2.01       |
| Randy Fokke |              | Cliënte Reisbureau | 2.06       |

### G
| Acteur               | Personage        | Opmerking         | Aflevering |
| -------------------- | ---------------- | ----------------- | ---------- |
| David Goddyn         |                  | Systeembeheerder  | 2.06       |
| Jan-Pascal Grosfeld  | Manager Danscafé |                   | 2.02       |
| Laurens de Groot     |                  | Klant Naaiatelier | 2.07       |
| Kristel van Grunsven |                  | Secretaresse      | 2.02       |

### H
| Acteur           | Personage | Opmerking     | Aflevering |
| ---------------- | --------- | ------------- | ---------- |
| Celine Huijsmans |           | Receptioniste | 1.02       |

### J
| Acteur            | Personage | Opmerking        | Aflevering |
| ----------------- | --------- | ---------------- | ---------- |
| Juanita Jagernath | Tina      |                  | 1.01       |
| Michiel de Jong   |           | Systeembeheerder | 2.06       |

### K
| Acteur         | Personage | Opmerking                 | Aflevering |
| -------------- | --------- | ------------------------- | ---------- |
| Mark Kleuskens |           | Medewerker Bourtange      | 1.07       |
| Rosa Knaup     |           | Vrouw                     | 1.05       |
| Ad Knippels    |           | Eigenaar reisbureau       | 2.06       |
| Frances Kuijs  |           | Reclamevrouw Couvé-sauzen | 2.02       |

### L
| Acteur               | Personage | Opmerking            | Aflevering |
| -------------------- | --------- | -------------------- | ---------- |
| John Leddy           |           | Eigenaar naaiatelier | 2.07       |
| Hiske van der Linden |           | Vrouw op Rondleiding | 2.02       |

### M
| Acteur                  | Personage      | Opmerking             | Aflevering |
| ----------------------- | -------------- | --------------------- | ---------- |
| Gertiaan Maassen        |                | Moeder van Lieke      | 2.03       |
| Olaf Malmberg           | Peter Rougaard |                       | 1.06       |
| Rosa Mee                |                | Secretaresse Lucas    | 2.04       |
| Sijtze van der Meer     |                | Rechercheur           | 1.07       |
| Pamela Menzo            |                | Presentatrice Belspel | 1.09       |
| Cornelia Middelkamp Hup |                | Assistente Rougaard   | 1.06       |
| Fabienne Mok            |                | Secretaresse Luykens  | 2.08       |

### O
| Acteur      | Personage | Opmerking         | Aflevering |
| ----------- | --------- | ----------------- | ---------- |
| Boy Ooteman |           | Cliënt Reisbureau | 2.06       |

### P
| Acteur            | Personage | Opmerking     | Aflevering |
| ----------------- | --------- | ------------- | ---------- |
| Elisabeth Peters  |           | Organisatrice | 1.10       |
| Sacha de Pimentel |           |               | 2.03       |
| Nicole Putman     |           |               | 1.06       |

### R
| Acteur          | Personage | Opmerking                  | Aflevering |
| --------------- | --------- | -------------------------- | ---------- |
| Mark Ram        |           | Systeembeheerder           |            |
| Edsilia Rombley | zichzelf  | Zingt lied in met het koor |            |

### S
| Acteur              | Personage         | Opmerking               | Aflevering |
| ------------------- | ----------------- | ----------------------- | ---------- |
| Sabri Saddik        |                   | Monir                   | 2.05       |
| Bart van der Schaaf |                   | Reclameman Couvé-sauzen | 2.02       |
| Rogier Schippers    | Willem Lehnhausen |                         | 2.05       |
| Claire Schuyffel    |                   | Makelaar                | 2.08       |
| Chermene Sloof      |                   | Moeder bij Speeltuin    | 1.03       |
| Menno Stijntjes     |                   | Rondleider / Fietser    | 2.02       |
| Xander Straat       |                   | Reclameman Couvé-sauzen | 2.02       |
| Shireen Strooker    | Mevr. Levelt †    | Moeder van Dylan        | 1.01       |

### T
| Acteur                | Personage | Opmerking                  | Aflevering |
| --------------------- | --------- | -------------------------- | ---------- |
| Pieter van Terheijden |           | Zwerver                    | 1.06       |
| Ella van Tilburg      | Bente     | Dochter van Laura de Vries | 2.07       |

### W
| Acteur               | Personage | Opmerking              | Aflevering |
| -------------------- | --------- | ---------------------- | ---------- |
| Ruben van Weelden    | Nico      |                        | 2.05       |
| Rense Westra         | Ome Jaap  |                        | 1.02       |
| Bing Wiersma         |           | Medewerker Bourtange   | 1.07       |
| Dennis Willekens     |           | Beveiliger Nachtdienst | 2.06       |
| Jochum van der Woude |           | Vriend van Nico        | 2.05       |